# L'apprendista stregone (film 1955)
L'apprendista stregone (The Sorcerer's Apprentice) è un cortometraggio del 1955 diretto da Michael Powell.